# 闇夜の国から
「闇夜の国から」（やみよのくにから）は、日本のシンガーソングライターである井上陽水の楽曲。1974年4月1日に、自身の5枚目のシングルとしてポリドール・レコードからリリースされた。
オリジナル・アルバム未収録で、1975年にリリースされたベスト・アルバム『GOOD PAGES』に、B面曲「いつもと違った春」と共に初収録された。
1995年に時任三郎が、三菱自動車より発売された5代目『ランサー』及び、翌1996年8月に発売されたスポーツモデル『ランサーエボリューションIV』のCMソングとしてカバー（後述）。

## 収録曲
| 全作詞・作曲: 井上陽水、全編曲: 星勝。 |                      |          |            |      |
| #                                      | タイトル             | 作詞     | 作曲・編曲 | 時間 |
| 1.                                     | 「闇夜の国から」     | 井上陽水 | 井上陽水   | 3:34 |
| 2.                                     | 「いつもと違った春」 | 井上陽水 | 井上陽水   | 3:28 |
| 合計時間:                              | 合計時間:            | 7:02     |            |      |

## 時任三郎によるカバー

### 収録曲
| 全編曲: 重実徹。 |                                    |           |           |       |
| #                | タイトル                           | 作詞      | 作曲      | 時間  |
| 1.               | 「闇夜の国から」                   | 井上陽水  | 井上陽水  | 4:31  |
| 2.               | 「Starlights -僕達の歩く長い道-」  | 時任三郎  | 馬場章幸  | 5:00  |
| 3.               | 「闇夜の国から」(ORIGINAL KARAOKE) |           |           | 4:30  |
| 合計時間:        | 合計時間:                          | 合計時間: | 合計時間: | 14:01 |

### メディアでの使用
| # | 曲名             | タイアップ                     | 出典  |
| - | ---------------- | ------------------------------ | ----- |
| 1 | 「闇夜の国から」 | 三菱自動車新型ランサーCMソング | [ 1 ] |

## その他のカバー
- 渡辺美里（2002年、アルバム『Café mocha 〜うたの木〜』収録）